# 蒙特霍德亚雷瓦洛
蒙特霍德亚雷瓦洛，是西班牙卡斯蒂利亚-莱昂塞戈维亚省的一个市镇。 总面积36平方公里，总人口263人（2001年），人口密度7人/平方公里。